# Loarre

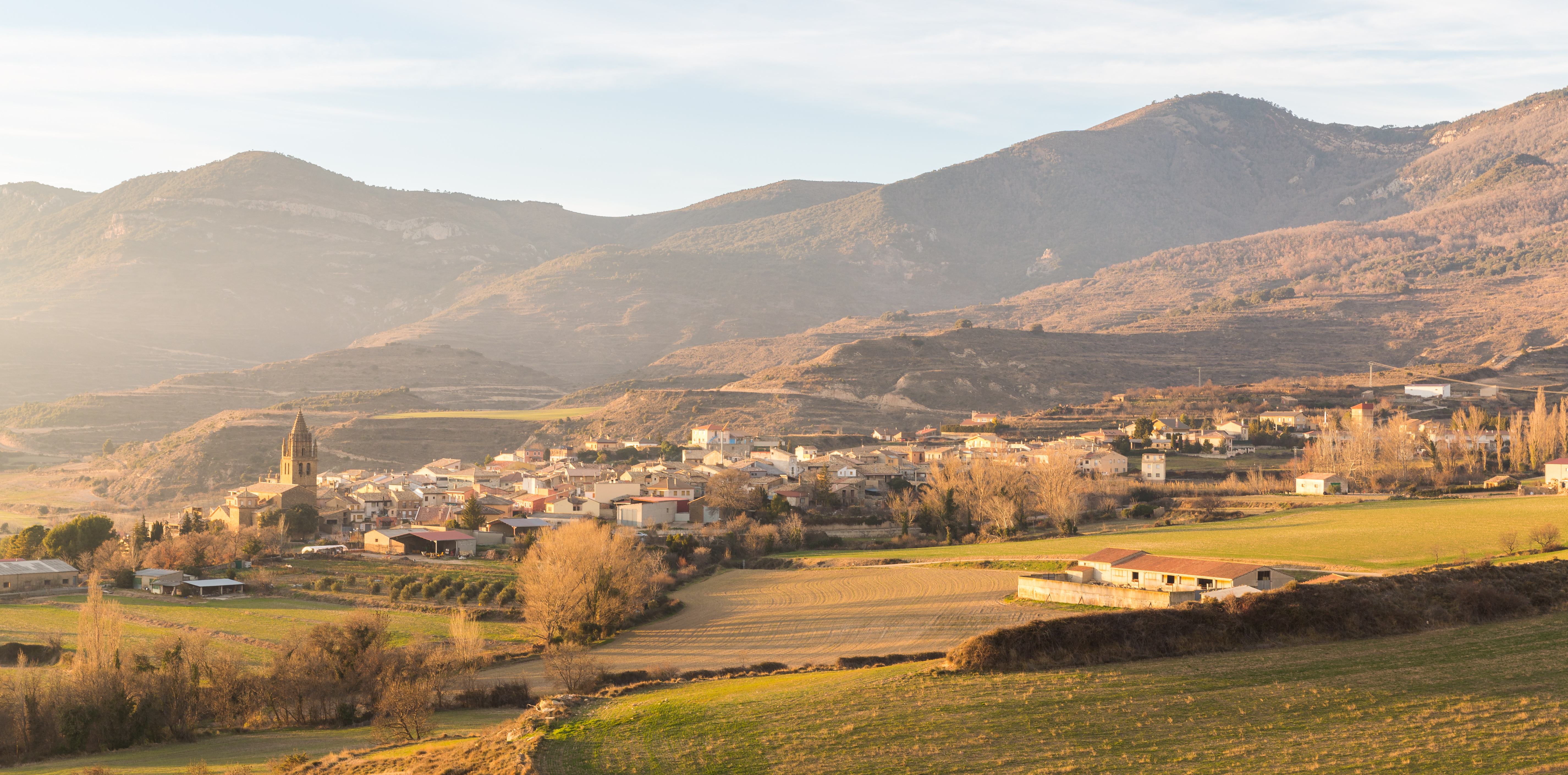
Loarre – Ortsbild

Loarre oder Lobarre ist ein Ort und eine aus dem Hauptort und drei Weilern (pedanías) bestehende nordspanische Gemeinde (municipio) mit 351 Einwohnern (Stand: 2024) im Zentrum der Provinz Huesca in der Autonomen Region Aragonien.

## Lage und Klima
Der Ort Loarre liegt an einem alten Handelsweg gut 30 km (Fahrtstrecke) nordwestlich der Provinzhauptstadt Huesca in einer Höhe von etwa 775 m; die Stadt Saragossa befindet sich etwa 100 km südlich. Das Klima ist gemäßigt bis warm; Regen (ca. 640 mm/Jahr) fällt übers Jahr verteilt.

## Bevölkerungsentwicklung
| Jahr      | 1857  | 1900  | 1950 | 2000 | 2017 |
| Einwohner | 1.696 | 1.544 | 696  | 407  | 332  |

Die zunehmende Mechanisierung der Landwirtschaft hatte im 20. Jahrhundert einen kontinuierlichen Verlust an Arbeitsplätzen und einen deutlichen Rückgang der Einwohnerzahlen zur Folge.

## Wirtschaft
Früher lebten die Bewohner des Ortes direkt oder indirekt (als Bauern, Land- oder Transport-Arbeiter, Händler oder Handwerker) von der Feld- und Viehwirtschaft. Seit den 1960er Jahren spielt der Tourismus eine zunehmend wichtige Rolle im Wirtschaftsleben der Gemeinde.

## Geschichte
Keltische, römische und westgotische Spuren wurden in der Region bislang nicht entdeckt und so ist anzunehmen, dass der Ort in der Spätantike oder im frühen Mittelalter als Rastplatz oder als Zwischenstation für Hirten und ihre Herden sowie für Händler und ihre Waren auf dem Weg von Huesca nach Jaca oder Pamplona entstand. Die erste Erwähnung des Ortsnamens Luar stammt aus dem Jahr 1099. Im 14. und 15. Jahrhundert wurden der Ort und die Burg von der Krone von Aragonien an lokale bzw. regionale Adelsfamilien verkauft.

## Sehenswürdigkeiten

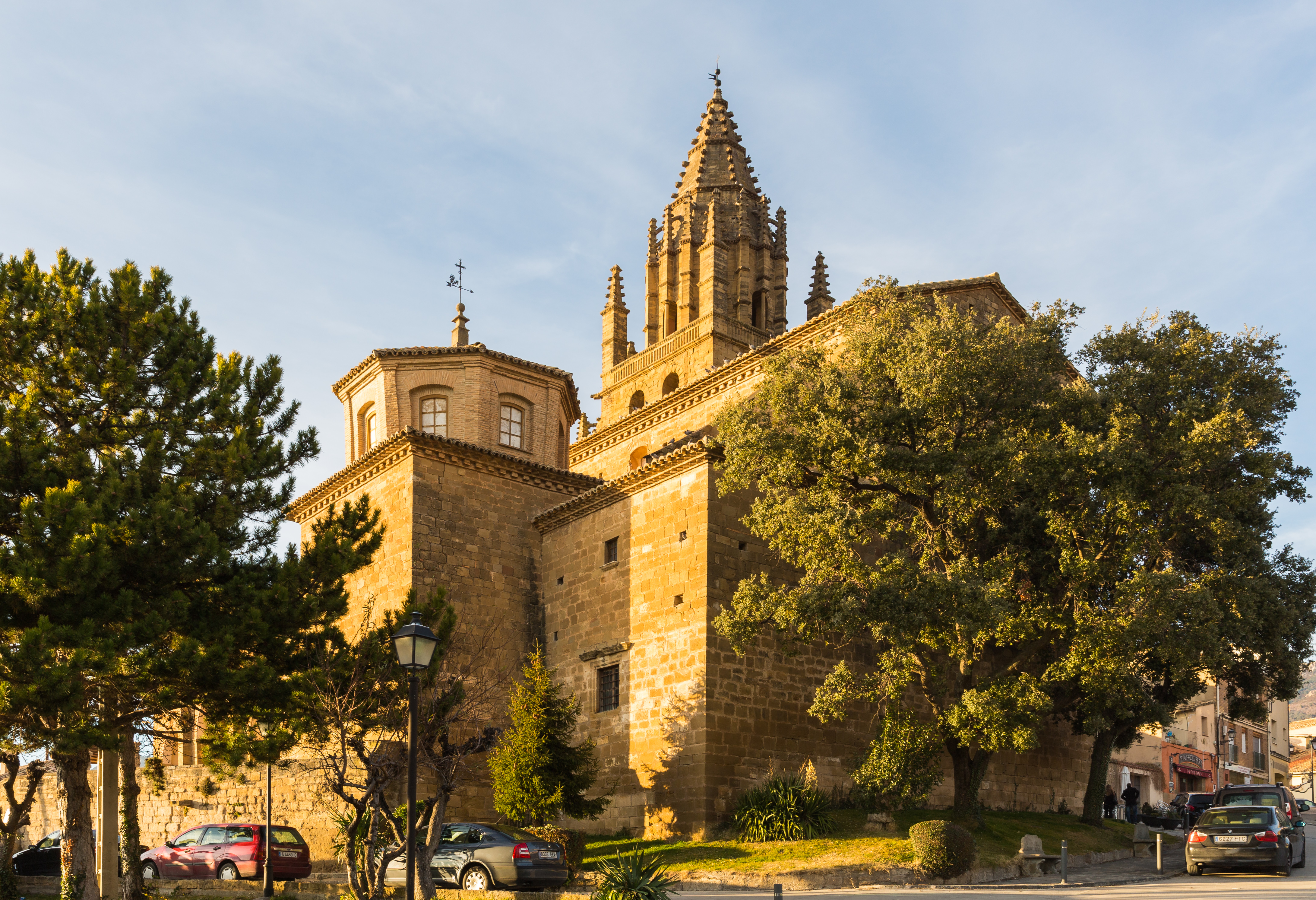
Kirche San Esteban

- Die Kirche San Estéban ist ein dreischiffiger Bau des 18. Jahrhunderts, der an der Stelle eines Vorgängerbaus aus dem 16. Jahrhundert, von dem noch die unteren Geschosse des Glockenturms (campanar) mitsamt einer sterngewölbten Kapelle erhalten sind, erbaut wurde. Das Mittelschiff hat ein klassizistisches Gewölbe mit Stichkappen, welches sich bis in die flachschließende Apsis hinein fortsetzt.

Umgebung
- Hauptsehenswürdigkeit der Gemeinde ist das ca. 4 km nordöstlich des Ortes gelegene und im 11. und frühen 12. Jahrhundert erbaute Castillo de Loarre.[5][6]
- Die romanische Ermita de Santa Águeda mit ihrem eindrucksvollen Stufenportal steht in der Nähe. Das Innere des kleinen schmucklosen Kirchenbaus ist von einem Spitztonnengewölbe bedeckt.[7]
- Die Ermita de San Andrés ist eine ruinierter Bau aus dem 12. Jahrhundert unterhalb einer steil aufragenden Felswand.[8]
- Die Ermita de la Virgen de la Pena steht in einer imposanten Felslandschaft im Ortsteil Aniés; sie stammt ursprünglich aus dem 13. Jahrhundert, wurde jedoch im 18. und 19. Jahrhundert restauriert und umgestaltet.[9]